# Antarut
Antarut (in armeno Անտառուտ?; fino al 1949 Inaklu) è un comune dell'Armenia di 225 abitanti (2001) della provincia di Aragatsotn. Il paese contiene alcuni antichi khachkar.